# Flagge der Belutschen
Die Flagge der Belutschen oder Flagge Belutschistans wird von der belutschischen Minderheit in Afghanistan, im Iran, in Pakistan und in anderen Staaten verwendet.
Die Flagge besteht aus den paniranischen Farben Grün und Rot. Das blaue Dreieck steht ursprünglich für das Arabische Meer, da das Siedlungsgebiet der Belutschen an das Arabische Meer angrenzt. Im blauen Dreieck befindet sich eine weiße Sonne.
Die Nationalflagge wurde zuerst 1960 von den Staats- und Regierungschefs in Westbelutschistan eingeführt, später erkannten die Staaten Ägypten, Rumänien und der Irak die Flagge an. Die Nationale Front für die Befreiung Westbelutschistans nutzte die Flagge in ihrem Kampf für die Unabhängigkeit im Iran. Die Flagge wurde anschließend an die Mitglieder der internationalen Delegation bei den Friedensverhandlungen für den Belutschistankrieg vorgeschlagen, die einen Plan für die Unabhängigkeit der Belutschen entwickelten und zur Flagge des zukünftigen Staates vorschlugen. Die Flagge wurde und wird im belutschischen Parlament im Exil in Ägypten verwendet.

Flagge der autonomen pakistanischen Provinz Belutschistan